# Jumento-selvagem-sírio
O jumento-selvagem-sírio (Equus hemionus hemippus) é uma subespécie extinta de onagro. Habitava as montanhas e desertos da Síria. O último exemplar morreu em 1928 em cativeiro.
Embora os burros selvagens sírios não tenham sido domesticados, a Mesopotâmia produziu um híbrido chamado kunga, encontrado no santuário tumular de Göbekli Tepe, datado de cerca de 2500 a.C., onde ele surge cruzado com um burro doméstico, e era um animal de tração de alto valor para o uso na guerra, quando ainda não tinham surgido os cavalos nesta região.